# Гуль (Fallout)
Гулі — це вигадана раса постлюдських істот із постапокаліптичної франшизи відеоігор Fallout. Згідно з історією серії, гулі — це спочатку люди, багато з яких пережили глобальний ядерний голокост, були серйозно мутовані залишковою радіацією, що значно подовжує їхню тривалість життя, але деформує їхній зовнішній вигляд у вигляд зомбі. Багато гулів живуть поруч з людьми в поселеннях на постапокаліптичній пустелі, тоді як інші психічно вироджуються до жорстокого дикого та антисоціального стану.
Гулі, які вважаються одними з найбільш впізнаваних і знакових елементів інтелектуальної власності (IP) Fallout, з'являлися у всіх серіях франшизи та були предметом численних фанатських модифікацій ігор серії Fallout. Критики хвалили їх використання як антагоністичних фігур або як допоміжних неігрових персонажів протягом усієї франшизи, а деякі навіть закликали до того, щоб гулі відігравали більш центральну роль у майбутніх продовженнях або адаптаціях франшизи. У американському постапокаліптичному драматичному телесеріалі Fallout 2024 року Волтон Гоггінс зіграв довоєнного актора, який перетворився на огидного мисливця за головами Купера Говарда, відомого просто як Гуль (англ. The Ghoul).

## Характеристики
Термін «Гуль» у серії Fallout відноситься до людських жертв, які зазнали тривалого впливу радіації, коли їх застали на вулиці під час Великої війни, глобального конфлікту, викликаного використанням ядерної зброї, який спустошив більшу частину відомого світу у Всесвіті Fallout і закладає основу для спустошеного світу, що відбувається у франшизі. Ті, хто виживає, зазнають генетичних мутацій, викликаних підвищеним рівнем радіації, і розвивають широко поширений некроз або гниль на своїх фізичних тілах, хоча тривалість їх життя значно подовжується, що дозволяє їм жити принаймні сотні років, якщо не фактично безсмертними. Окрім тривалого життя, упирі більше не зазнають шкоди від низького рівня радіації та навіть отримують фізичні переваги.
Гулі, які живуть у відновлених цивілізаціях відомого світу, інтелектом чи характером схожі на звичайних людей, але часто страждають від дискримінації через свій неприємний зовнішній вигляд. З іншого боку, здичавілі гулі майже втратили свої розумові здібності через пошкодження радіацією, і атакуватимуть інших не гулів, при зустрічі. Здичавілі гулі часто бродять разом зграями та плутаються навколо знайомих їм місць, таких як супермаркет чи автокінотеатр, часто з формою м'язової пам'яті, яка невиразно спонукає їх знову переживати аспекти життя, яке вони колись знали, і дрібнички, викрадені з їхніх трупів, часто дають натяки або проблиски на їхні забуті особистості. Деякі гулі, відомі в просторіччі як «Сяючі» (англ. Glowing Ones), зуміли розвинути біолюмінесценцію, завдяки чому їхні тіла здатні освітлювати темні області сяючим зеленим світлом, хоча вони також випромінюють велику кількість радіації, яка може зцілювати інших гулів і небезпечна для не-гулів. Новим типом гулів, представленим у Fallout 76, є Обпалені(англ. the Scorched), мутанти, заражені вірулентною чумою, яку поширюють великі мутовані кажани; Подібно до диких гулів, вони здебільшого ворожі до персонажів гравців, але відрізняються своєю здатністю користуватися вогнепальною зброєю.
Попри міцну фізіологію та стійкість до радіаційних ушкоджень, гулі не такі фізично грізні, як інші типи мутованих істот у серії, такі як Кігті Смерті та Супермутанти.

## Розвиток
Гулі спочатку були задумані як «Криваві Люди»(англ. Bloodman) під час циклу розробки оригінальної відеогри Fallout 1997 року. Такі засоби масової інформації, як «Заборонена планета» Фреда М. Вілкокса та «Я — легенда» Річарда Метісона, а також реальні розповіді про радіаційне отруєння вказувалися як джерела натхнення для створення концепції мутованих істот, таких як гулі, та їхньої оголеної плоті для ранніх ігор Fallout, від Interplay Entertainment. Конструкції моделей персонажів були зроблені у вигляді скульптур, перш ніж їх сканували в грі. Щоб створити гротескні текстури шкіри диких гулів у Fallout 3, першій грі серії, створеній Bethesda Game Studios після придбання Fallout IP, художник Джона Лоуб змінив форму фотографій упакованого курячого м'яса за допомогою інструментів моделювання та фільтрів, щоб імітувати схожість із людською м'язовою тканиною та створити «прозорий» вигляд відповідних моделей персонажів. Візуальний дизайн для персонажів гулів у Fallout 4 дещо інший, хоча вони також мають яскраво виражену відсутність носа, губ і шкіри; Кейт Грей із Kotaku описала текстуру їхніх облич як схожу на розплавлених Піпсів.
Obsidian Entertainment, розробники Fallout: New Vegas, спочатку розглядали можливість надати гравцям можливість грати за гуля або супермутанта для свого головного героя в New Vegas. Команда зіткнулася з технічними обмеженнями, оскільки New Vegas використовував той самий рушій, що й Fallout 3, і розробники зрозуміли, що система обладнання ігрового рушія не працюватиме належним чином для персонажів гравців, які використовують нелюдські моделі персонажів. Офіційно ліцензована настільна рольова гра Fallout, розроблена Modiphius і випущена у квітні 2021 року, дозволяє гравцям взяти на себе роль гуля; Керівник видавництва Modiphius Кріс Берч сказав, що включення гулів як ігрової раси серед інших було частиною їхнього дизайнерського рішення, щоб зробити гру "справжнім Fallout ". Оскільки дія Fallout 4 розгортається понад 200 років після Великої війни, розробники гри дослідили концепцію довголіття гулів у місці під назвою Memory Den, розташованому в поселенні Гуднейбор (англ. Goodneighbor), де ті, хто вижив після ядерної катастрофи та зберіг свою свідомість могли отримати доступ до своїх довоєнних спогадів і повернутися до них.

## Поява
Гулі з'являлися як неігрові персонажі в цивілізованих поселеннях, так і як ворожі антагоністи в зруйнованих або занедбаних місцях серії франшизи Fallout. Гравці також можуть наймати гулів як супутників у подорожах або союзників у кількох основних серіалах і додаткових відеоіграх: варті уваги приклади включають Діллона з Fallout Tactics, Рауля Техаду з Fallout: New Vegas та Джона Хенкока з Fallout 4. Зокрема, Хенкок доступний як романтичний варіант, якщо персонаж гравця створює позитивні стосунки з ним, викликаючи його схвалення їхніх дій. До оновлення Wastelanders для Fallout 76 Обпалені була єдиною гуманоїдною ворожою фракцією, з якою гравці стикалися в грі, замінюючи стандартних людей-рейдерів серії.
У американському постапокаліптичному драматичному телесеріалі Fallout 2024 року перший і найстаріший Гуль представлений як колишній актор Вестерну та представник Vault-Tec «Купер Ховард», якого зіграв Волтон Гоггінс.

## Культурний вплив

### Просування та мерчандайз
Дикі гулі представлені як частина серії фігурок Funko Pop на тему Fallout, які вперше були випущені у 2015 році.

### Критика
Коментатори визнали гулів, зокрема дикий варіант, культовим і впізнаваним елементом медіафраншизи Fallout. Том Бейнс з PCGamesN зауважив, що Fallout 4 є «напрочуд гарною грою про зомбі» завдяки ефективному використанню звичайних зомбі-механік і тропів через взаємодію гравців із Дикими Гулями та постапокаліптичним середовищем ігрового світу, хоча технічно вони не є зомбі в традиційному сенсі. Лідія МакІннес з The Daily Tar Heel погодилася, що дикі гулі були дуже ефективно використані у Fallout 4 як образ жахів і що як вороги вони «страшніші, ніж мають право бути». У ретроспективному аналізі історії елементів жахів із серії Fallout Луїс ХК зазначив, що хоча гулі були невіддільною частиною добре виконаної суміші жахливого тіла та страшної атмосфери оригінальних ігор, більш графічно деталізовані моделі персонажів гулів у останніх записах були чудово використані, щоб створити моторошну атмосферу в його погляді.

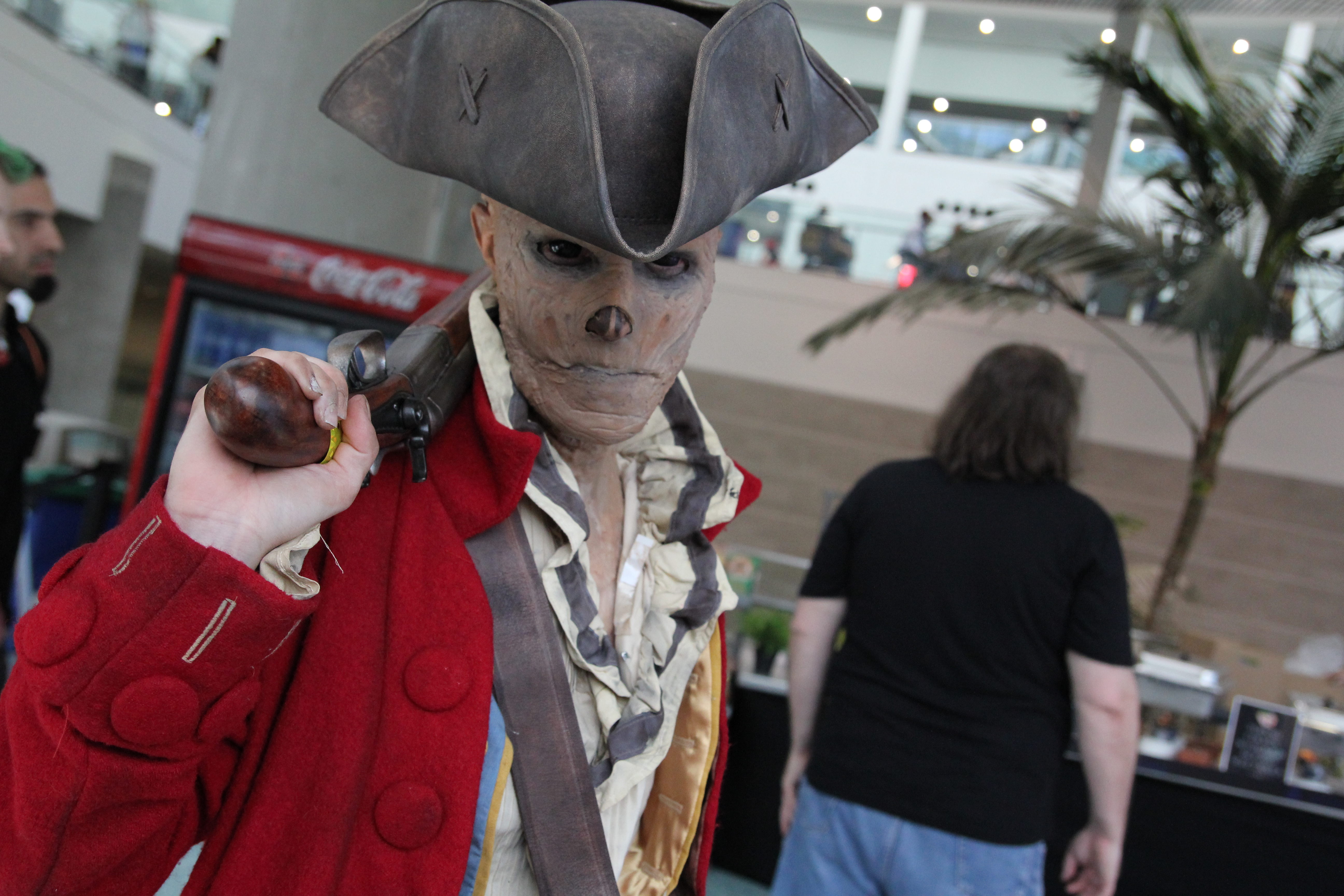
Косплеєр, що зображує Джона Хенкока з Fallout 4

Окремі персонажі гулів отримали особливе визнання за те, як їх фізіологія та психологія представлені в їхніх сюжетних арках. Співробітники PCGamesN віднесли Діллона та Рауля Техаду до свого списку найкращих персонажів-компаньйонів у всій серії Fallout: перший був відзначений своїми корисними ігровими властивостями, а також моральними дилемами, які постають перед гравцем через його присутність у їхній команді, тоді як другий був добре сприйнятий завдяки зразковій грі його озвучення Денні Трехо, який, на їх думку, надав пафосу трагічній історії персонажа. Кейт Ґрей вважала Джона Хенкока привабливим і цікавим персонажем, похваляючи його детальну характеристику як антигероя, романтичний діалог і відсутність засуджувального ставлення чи поведінки до дій гравця. Семюел Хорті високо оцінив написання побічного квесту New Vegas «Come Fly With Me» та використання в ньому ексцентричного складу персонажів гулів, у тому числі харизматичного Сяючого Джейсона Брайта, як найкращу та найбільш пам'ятну частину гри.
Поняття гулів як ігрових персонажів у франшизі Fallout викликало певний інтерес. У своєму огляді настільної рольової гри Fallout Чарлі Холл із Polygon високо оцінив можливість гри за них, як «привабливу».

### Субкультура
Персонажі гулів популярні серед шанувальників Fallout як центр прояву праці фанатів, наприклад, косплей, ігрові моди та інші медіа.